# Gualeguaychú
Gualeguaychú è una città e un municipio dell'Argentina, capoluogo del dipartimento omonimo, nella provincia di Entre Ríos.

## Geografia
Gualeguaychú sorge sulla sponda destra del fiume omonimo, a pochi km a monte dalla sua confluenza nell'Uruguay. La città è situata a 230 km a nord di Buenos Aires e 25 km dal valico frontaliero con l'Uruguay.

## Etimologia
Secondo uno studio effettuato nel 1715 dal sacerdote Policarpo Dufó, la città ed il fiume che l'attraversa prendono probabilmente il nome dal termine in lingua guaraní Yaguarí Guazú, che significherebbe "il fiume della grande tigre".
Secondo altri studiosi di toponomastica l'origine del nome potrebbe altresì risalire alle espressioni guaraní "l'acqua che va piano" oppure " il fiume delle grotte dei maiali".

## Storia

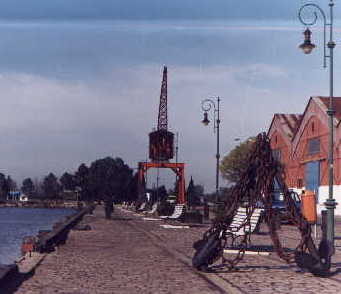
Paseo de la Costa.

La città fu fondata come Villa San José de Gualeguaychú il 18 ottobre 1783 da Tomás de Rocamora, inviato nel luogo dall'allora viceré Juan José de Vértiz y Salcedo; il fondatore spostò su terreni più elevati la popolazione precedentemente stanziata nel circondario, che avevano eretto una cappella dedicata alla Madonna del Rosario su alcuni terreni soggetti a frequenti inondazioni.
A causa della sua posizione strategica, nel corso del XIX secolo, fu attraversata da numerosi eserciti nel corso delle guerre civili che coinvolsero l'Argentina e l'Uruguay. Nel 1845, nel corso della guerra civile uruguaiana, fu saccheggiata dalle truppe di Giuseppe Garibaldi.
Il 4 novembre 1851 il generale Justo José de Urquiza conferì a Gualeguaychú lo status di città. Nella seconda metà dell'Ottocento il villaggio si espanse rapidamente grazie all'arrivo di numerosi immigrati italiani, spagnoli, ebrei, tedeschi e francesi. Nel 1890 Gualeguaychú, ormai diventato fiorente centro portuale, agricolo e commerciale, fu raggiunta dalla ferrovia. 
Il 1º maggio 1921, nella centrale plaza Independencia, una pacifica manifestazione operaia venne assaltata da un gruppo di squadristi della Lega Patriottica Argentina finanziati e sostenuti dai grandi latifondisti della provincia. Dopo una prolungata sparatoria, si contarono tra i manifestanti tredici morti ed una trentina di feriti.
Nel 1929 entrò in funzione l'impianto frigorifero per la lavorazione della carne, per oltre quarant'anni la principale industria del territorio. Nella seconda metà degli anni settanta la città fu connessa alla rete stradale argentina ed uruguaiana da due importantissime infrastrutture. Nel 1976 era stato infatti aperto il Ponte Libertador Generale San Martín, che unisce Gualeguaychú all'antistante cittadina uruguaiana di Fray Bentos, mentre l'anno successivo fu ultimato il complesso dei Ponti Zárate Brazo Largo, che uniscono Buenos Aires alla Mesopotamia.

## Monumenti e luoghi d'interesse
- Cattedrale di San Giuseppe, costruita a partire dal 1863 con il patrocinio del generale Urquiza, fu ultimata nel 1910.

## Cultura

### Eventi
Gualeguaychú ospita il carnevale più importante e conosciuto d'Argentina.

### Istruzione

#### Musei
- Istituto Magnasco
- Casa della Cultura
- Solar de los Aedo
- Azotea de la Palma
- Casa di Andrade
- Casa di Deken
- Museo Agricolo Regionale

### Teatri
- Teatro Gualeguaychú, inaugurato nel 1914, dichiarato Monumento Nazionale nel 1997[4].

## Società

### Popolazione
Al censimento del 2010, il municipio aveva una popolazione di 83.116 abitanti, che ne facevano il terzo più popoloso della provincia.

### Religione
La città è sede della diocesi di Gualeguaychú, istituita l'11 febbraio 1957 e suffraganea dell'arcidiocesi di Paraná.

## Infrastrutture e trasporti

### Strade
Gualeguaychú è situata all'intersezione tra la strada nazionale 14, che unisce la provincia di Entre Ríos alla frontiera con il Brasile, e la strada nazionale 136 che unisce la città all'Uruguay attraverso il ponte Libertador Generale San Martín.

## Sport
La principale società calcistica cittadina è il Club Deportivo Juventud Unida.